# Friedrich Christian Diez
Pour les articles homonymes, voir Diez.
Friedrich Christian Diez, né le 15 mars 1794 à Giessen et mort le 29 mai 1876 à Bonn, est un philologue allemand, fondateur de la philologie romane.

## Biographie
Friedrich Christian Diez fit ses études au lycée Humaniste de sa petite ville natale, qui était élitiste, puis à l’université de Giessen, probablement l’université allemande la plus agitée pendant et après les troubles de la période napoléonienne. Il y a fait la connaissance de Lorenz Diefenbach, auteur de l'une des premières œuvres traitant dans leur ensemble les langues romanes ; cependant il commença par s'intéresser à la germanistique et aux études celtiques dont il devait plus tard s'écarter. Il étudia les classiques gréco-latins sous la direction de Friedrich Gottlieb Welcker, ainsi que l'histoire et la culture italienne.
Il participa à la ferveur patriotique du romantisme suscitée par l'occupation napoléonienne et, à peine âgé de vingt ans, il s'enrôla, avec son maitre, dans l'armée contre Napoléon et fit partie des troupes qui pénétrèrent en France pendant la campagne de 1813. Il en profita alors pour approfondir ses connaissances en langue et en culture française. Avec la paix s'éveilla en lui l'intérêt pour les littératures romanes anciennes, spécialement la littérature provençale des troubadours, qui devait être à l'avenir l'axe de ses intérêts. Après la publication de la Silva de romances viejos, Diez entra en contact avec la culture espagnole et c'est lui qui se consacra en 1818 à traduire une sélection du romancero ainsi que deux fameux poèmes de Lord Byron, le Corsaire et Lara.
Tout de suite il se mit à étudier la littérature provençale, posant la première pierre des études modernes de la littérature romane du Moyen Âge. Au printemps 1818, il a rendu visite, à Iéna, à Goethe, qui l’a l'encouragé et dirigea ses efforts vers l'étude de cette langue et de cette littérature récemment découvertes en lui conseillant de lire Choix des poésies originales des troubadours de François Raynouard, l'œuvre en plusieurs volumes dont il avait écrit une recension pour les Heidelberg Jahrbücher.
L'évolution intellectuelle de Diez le conduisit peu à peu de la littérature à la linguistique. Au commencement son intérêt était fondamentalement esthétique et les questions linguistiques restaient reléguées à un simple rôle d'instrument, à ce point que Welcker, son ancien professeur, le proposa en 1821 comme candidat pour un poste de lecteur en langues et littératures romances à l'université de Bonn, poste qu'il obtint en 1822 malgré sa maigre connaissance des langues qu'il était chargé d'enseigner, ce qu'il admettait lui-même. La même année où il obtint cette place il écrivit un essai comme supplément à sa propre anthologie de ballades espagnoles, qu'il avait publiée en 1818 sous le titre de Altspanische Romanzen.
En 1823, il a publié Über die Minnehöfe ; l'année suivante, La poésie des troubadours (1826) suivie de La Vie et l'œuvre des troubadours (1829). Dans ces ouvrages on reconnaît l'influence des frères Jacob et Wilhelm Grimm et son effort pour réviser les idées de Raynouard. Dans La poésie des troubadours, sa première œuvre importante, l'intérêt pour la linguistique est toujours au second plan et il ne lui consacre qu'un chapitre sur la langue provençale où, cependant, apparaissent quelques-unes des idées fondamentales qu'il développera plus tard : l'abandon de la croyance dans le caractère déterminant des langues germaniques dans l'origine des langues romanes et la restriction du rôle des invasions germaniques dans l'Empire romain. Son œuvre s'adresse aux « amis de la poésie », influencés, comme lui-même, par le romantisme.
En 1830, il a obtenu la première chaire allemande de philologie romane de l'université de Bonn, fondant, de ce fait, la discipline académique. Comme enseignant, Diez ne brillait pas par l'aura que posséderaient ses disciples Gaston Paris ou Wilhelm Meyer-Lübke. Ses classes ne dépassaient pas dix élèves, et il ne semblait pas avoir de grandes dispositions naturelles pour l'enseignement, mais cela ne lui importait guère : il se considérait d'abord comme un chercheur. Il publia des comptes-rendus sur des livres de ballades, des éditions de poèmes de Pétrarque et de l'Arioste, ou sur une édition de la Disciplina Clericalis de Petrus Alfonsi.
Jusqu'alors Diez avait montré peu d'intérêt pour la linguistique, mais à partir de 1831, il commença à entreprendre une série de travaux détaillés qui lui servirent à mettre au point la technique historique qui devait déboucher sur deux ouvrages monumentaux la Grammaire des langues romanes (1836-1842) et le Dictionnaire étymologique des langues romanes (1854). Il lut avec intérêt des études comme celles de Conrad von Ozell ou de Lorenz Diefenbach, et devint l'ami de ce dernier. Il n'en fit pas moins encore une incursion dans l'histoire littéraire avec son Über die erste portugiesische Kunst und Hofpoesie (1863).
Après cinq ans de travail minutieux, il termina, à partir de 1831, le premier volume de sa Grammaire des langues romanes, une œuvre monumentale qui devait être la base d'une nouvelle discipline, la linguistique romane. Il se fondait surtout sur l'œuvre de Franz Bopp, dont il avait repris la méthode comparative, et celle des frères Jakob et Wilhelm Grimm, spécialement dans son aspect historique. L'un des apports majeurs de cette œuvre est sa proposition d'une continuité historique, limitée au terrain du lexique, entre la phase la plus récente et la phase la plus ancienne des langues romanes. Bien qu'il se concentre, d'une façon peut-être disproportionnée, comme Malkiel le remarque, sur la facette paléo-germanique de la culture ancienne romane, qui correspond à ses connaissances ainsi qu'à ses intérêts personnels, on ne trouve pas dans son travail linguistique la moindre trace d'idéologie. Les recherches qui devaient aboutir à la Grammaire n'étaient pas terminées en 1842, année où il en publia le dernier volume. En 1854, son intérêt pour la lexicologie lui fit publier son Dictionnaire étymologique des langues romanes qui devait contribuer encore plus à la nouvelle linguistique romane et où il montrait l'origine de divers mots néolatins. Son œuvre connut un grand succès et son dictionnaire fut souvent réédité.
Dans ses dernières années il se consacra à la préparation un nouveau livre destiné à être un appendice à sa grammaire : la Romanische Wortschöpfung, parue en 1875. Un an après il mourait à Bonn, laissant après lui une nouvelle génération de linguistes, ceux qu'on appelait les Néogrammairiens, formés par son enseignement et qui occupèrent les nouvelles chaires créées dans les universités allemandes. Il fut le premier à appliquer une méthode historique à l'étude des langues romanes dans le cadre d'un positivisme rigoureux, en adoptant la maxime de Newton : Hypotheses non fingo ; selon lui recueillir des faits, les ordonner et en d'extraire les lois était le secret de sa réussite. Il divise sa grammaire en deux parties : dans la première il discute les éléments latins, grecs et germaniques communs dans les langues romanes ; dans la deuxième il étudie séparément les six langues issues du latin (il rangeait le catalan dans le groupe provençal) et les éléments propres de chacun. La grammaire en elle-même est divisée en quatre livres : phonologie, flexion, morphologie ou formation des mots et syntaxe.
Diez divise les langues néolatines en deux groupes : un groupe oriental, qui comprend le roumain et l'italien, et un groupe occidental, constitué de deux sous-groupes : un groupe Nord-Ouest (ancien français, ancien occitan et français) et un groupe Sud-Ouest (espagnol moderne et portugais). Dans son Dictionnaire, il montre l'origine d'un grand nombre de mots néolatins, en les regroupant en deux blocs : des éléments communs à toutes les langues en question et des éléments n'existant que dans l'une d'elles ; c'est sur ces critères qu'il établit ses classements, selon lesquels l'italien, l'espagnol et le portugais constituent un groupe et le français et l'occitan un autre.

## Publications
- (de) Altspanische Romanzen, Berlin, 1821.
- (de) Über die Minnehöfe, Beiträge zur Kenntnis der romanischen Poesie, Berlin, 1825.
- (de) Die Poesie der Troubadours, Zwickau, 1826.
- (de) Leben und Werke der Troubadours, Leipzig, 1829.
- Friedrich Diez (trad. A. Brachet, Gaston Paris et Alfred Morel-Fatio), Grammaire des langues romanes [« Grammatik der romanischen Sprachen »], Bonn, 1836-1844 (réimpr. en fr. Paris 1874-1876), 3 vol..
- (de) Etymologisches Wörterbuch der romanischen Sprachen, 2 vol., Bonn, 1853.
- (de) Altromanische Sprachdenkmale, Bonn, 1846.
- (de) Zwei altromanische Gedichte, Bonn, 1852.
- (de) Über die erste portugiesische Kunst- und Hofpoesie, Bonn, 1863.
- (de) Altromanische Glossare, berichtigt und erklärt, Bonn, 1865.
- (de) Romanische Wortschöpfung, Bonn, 1875.
- (de) Kleinere Arbeiten und Rezensionen, Munich, Breymann, 1883.